# Louis Maynard
Louis-Séraphin Maynard (Lyon, 17 septembre 1871 - Villeurbanne, 26 août 1940) est un écrivain et historien français.

## Biographie
Louis Maynard fait ses études classiques au lycée Ampère de Lyon puis à la faculté de droit. Il obtient sa licence en droit et s'inscrit au barreau. Mais sa vie se tourne vers les assurances d'abord à Lyon puis à Montpellier. À son retour à Villeurbanne, il crée la bibliothèque de la nouvelle mairie en 1930. Érudit et passionné de l'histoire de Lyon, on lui doit de nombreuses notices sur l'histoire de la ville, ainsi que des chroniques dans des revues d'histoire, des interventions sur Radio-Lyon.

## Œuvres
Louis Maynard est connu pour plusieurs ouvrages et notices sur l'histoire de Lyon. On lui doit notamment :
- Histoire, légendes et anecdotes à propos des rues de Lyon, avec indication de ce qu'on peut y remarquer en les parcourant, Éditions des Traboules, (éditions originelles de 1922, plusieurs rééditions).